# Хака (хокейний клуб)
Хокейний клуб «Хака» — професіональний хокейний клуб з м. Хаки, Іспанія. Заснований 1972 року. Виступає в Іспанській Суперлізі.
ХК «Хака» — чемпіон Іспанії 15: (1984, 1991, 1994, 1996, 2001, 2003, 2004, 2005, 2010, 2011, 2012, 2015, 2016, 2023, 2024); володар Кубка короля Іспанії (1985, 1988, 1989, 1993, 1995, 1996, 1998, 2001, 2002, 2003, 2006, 2011, 2012).

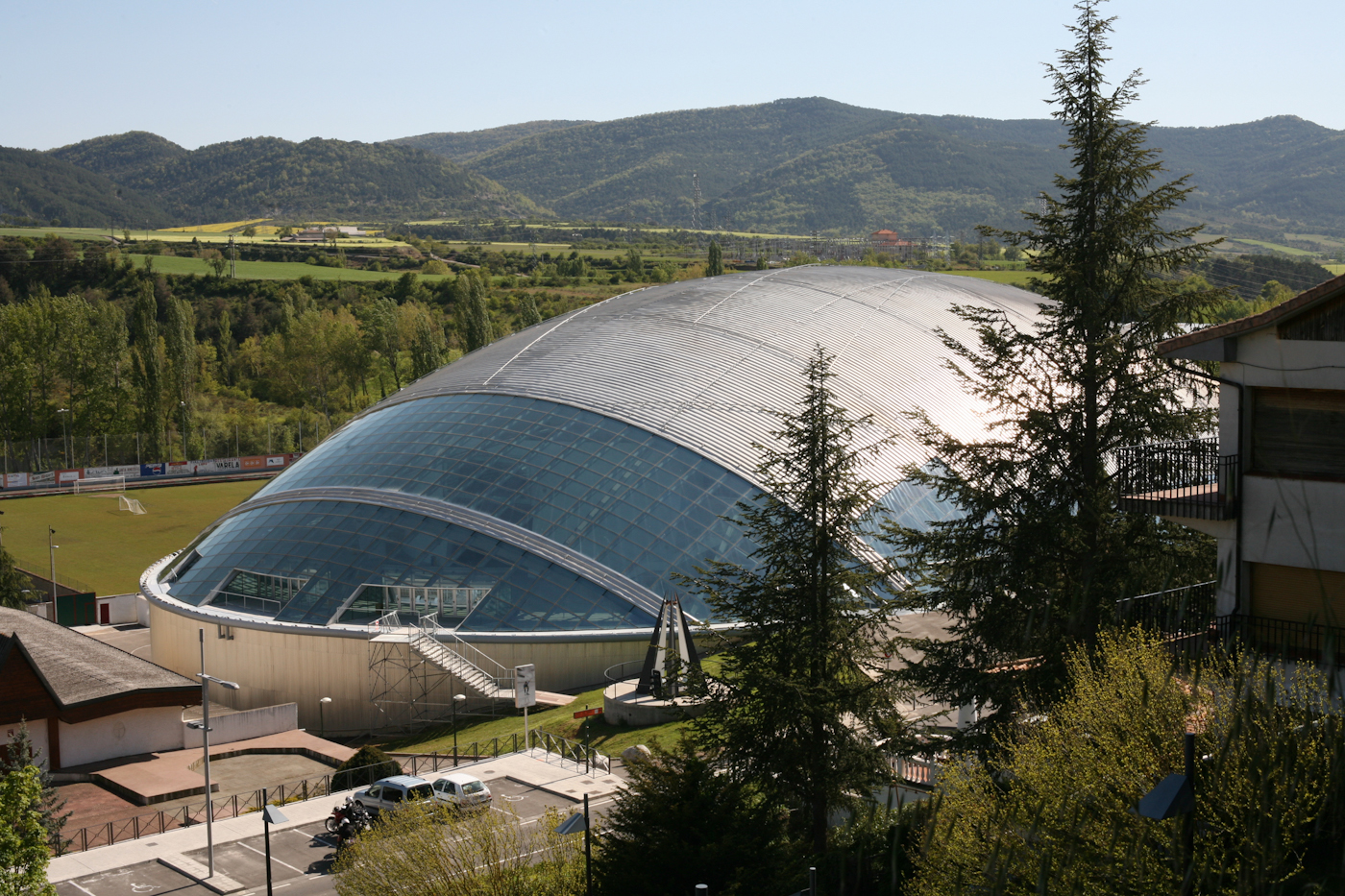
Льодовий палац «Пабеллон»

## Тренери
- Олександр Куликов

## Відомі гравці
- Юрій Наваренко (2001—2004)
- Александар Кошич (2001—2007)